# NGC 7456
NGC 7456 est une galaxie spirale située dans la constellation de la Grue. Sa vitesse par rapport au fond diffus cosmologique est de 944 ± 18 km/s, ce qui correspond à une distance de Hubble de 13,9 ± 1,0 Mpc (∼45,3 millions d'al). NGC 7456 a été découverte par l'astronome britannique John Herschel en 1834.
La classe de luminosité de NGC 7456 est III-IV et elle présente une large raie HI. Selon la base de données Simbad, NGC 7456 est une galaxie active de type Seyfert 2.
En raison d'une brillance de surface égale à 14,16 mag/am2, on peut qualifier NGC 7456 de galaxie à faible brillance de surface (LSB en anglais pour low surface brightness). Les galaxies LSB sont des galaxies diffuses (D) avec une brillance de surface inférieure de moins d'une magnitude à celle du ciel nocturne ambiant.
À ce jour, 23 mesures non basées sur le décalage vers le rouge (redshift) donnent une distance de 15,430 ± 3,110 Mpc (∼50,3 millions d'al), ce qui est à l'intérieur des valeurs de la distance de Hubble.

## Groupe de NGC 7424
NGC 7456 est membre du groupe de galaxies de NGC 7424. Selon le site « Un Atlas de l'Univers » de Richard Powell, le groupe de NGC 7424 comprend au moins 4 galaxies, soit NGC 7412A, NGC 7424, NGC 7456 et NGC 7462.

## Galerie

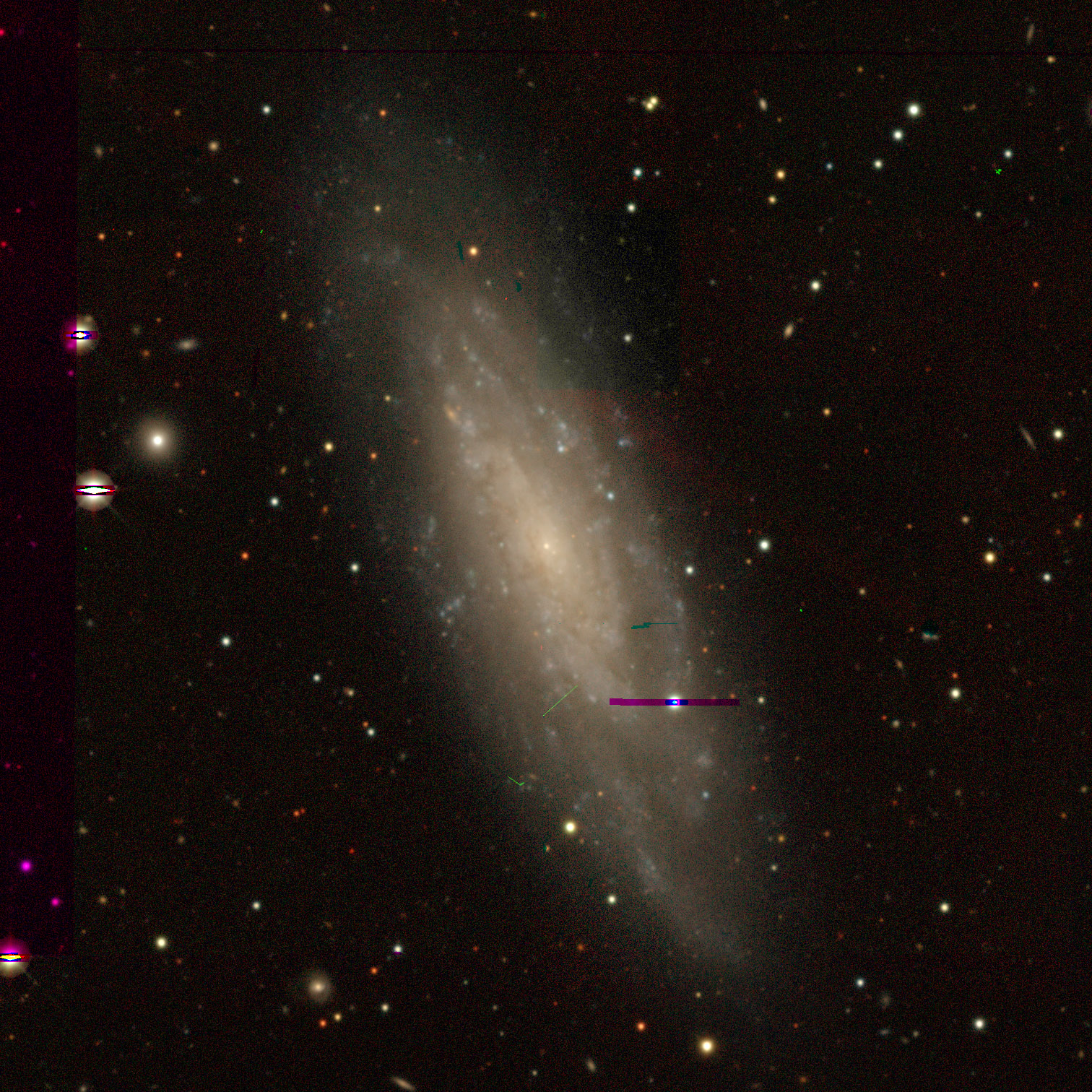
NGC 7456 par le projet « Legacy Surveys DR10 »
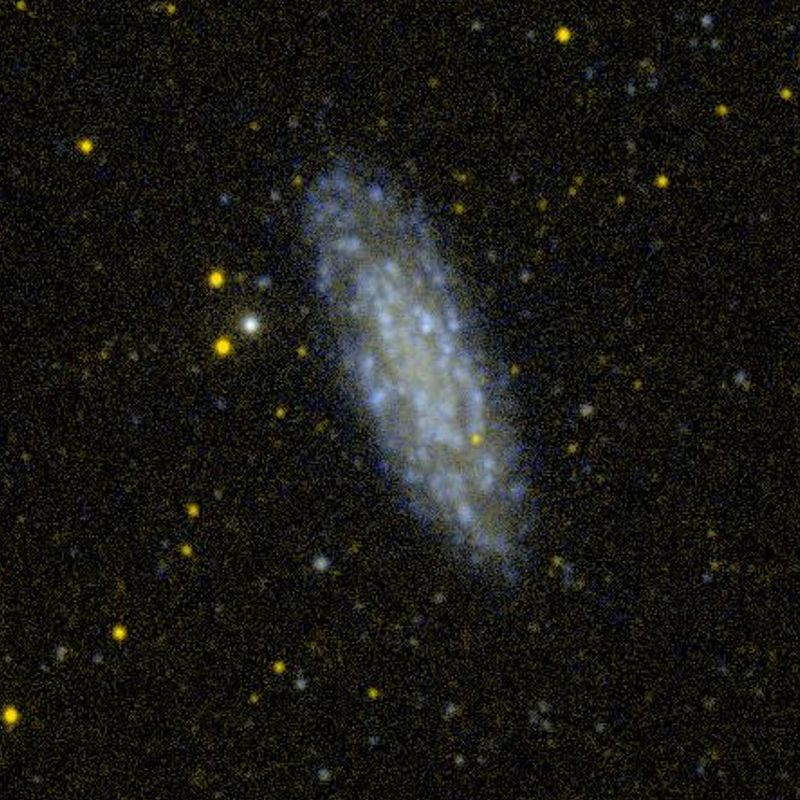
NGC 7456 imagée en ultraviolet par le télescope spatial GALEX.
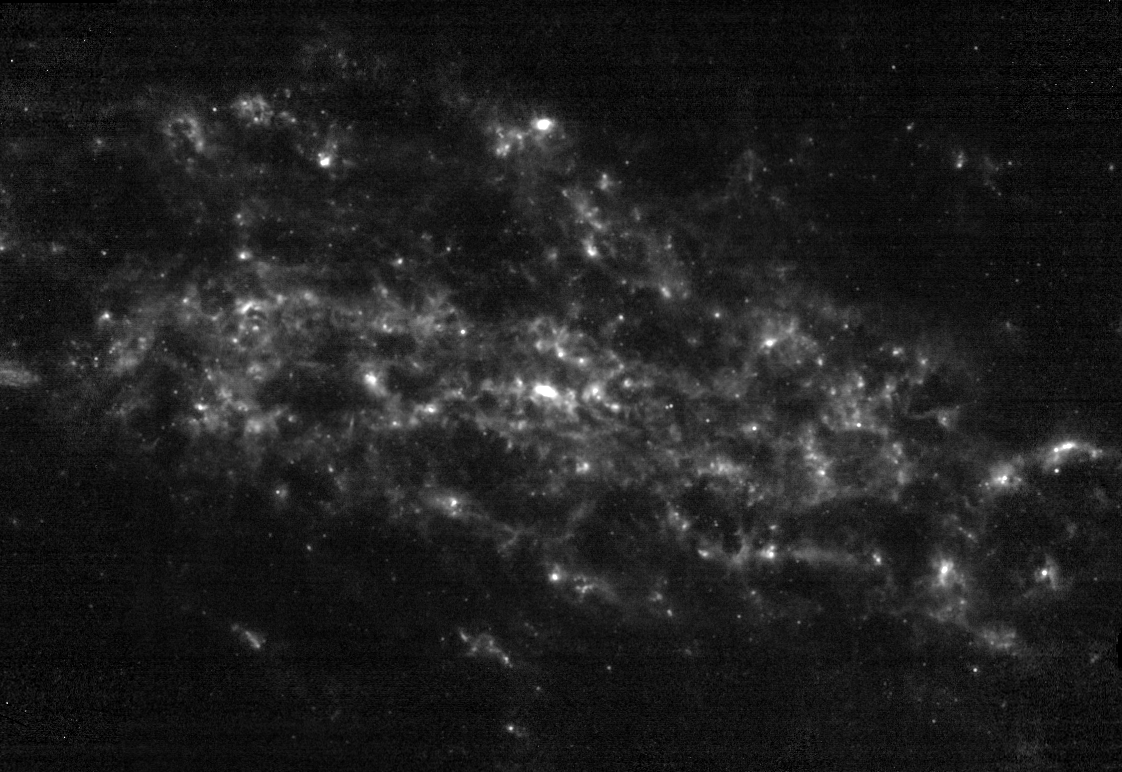
NGC 7456 selon les données de l'instrument MIRI (infrarouge moyen) du télescope spatial James Webb.